# المعهد الدولي لاستكشاف الأنواع
المعهد الدولي لاستكشاف الأنواع (IISE) هو معهد أبحاث يقع في سيراكيوز، نيويورك. وتتمثل مهمته في تحسين الاستكشاف التصنيفي وفهرسة الأنواع الجديدة من النباتات والحيوانات. منذ عام 2008، نشر المعهد الدولي لاستكشاف الأنواع نشرة "أفضل عشرة" وهي نشرة سنوية تضم أكثر الكائنات الحية غرابة أو الفريدة التي تم تحديدها حديثًا في السنة التي تسبق النشرة، وذلك بهدف لفت الانتباه إلى العمل المنجز في مجال التصنيف عبر العالم خلال العام الماضي.
في عام 2011، ساهم المعهد في تقدير أن الأرض كانت موطنًا لقرابة 8.7 مليون نوع.